# Прикарпатский фронт (операция «Дунай»)

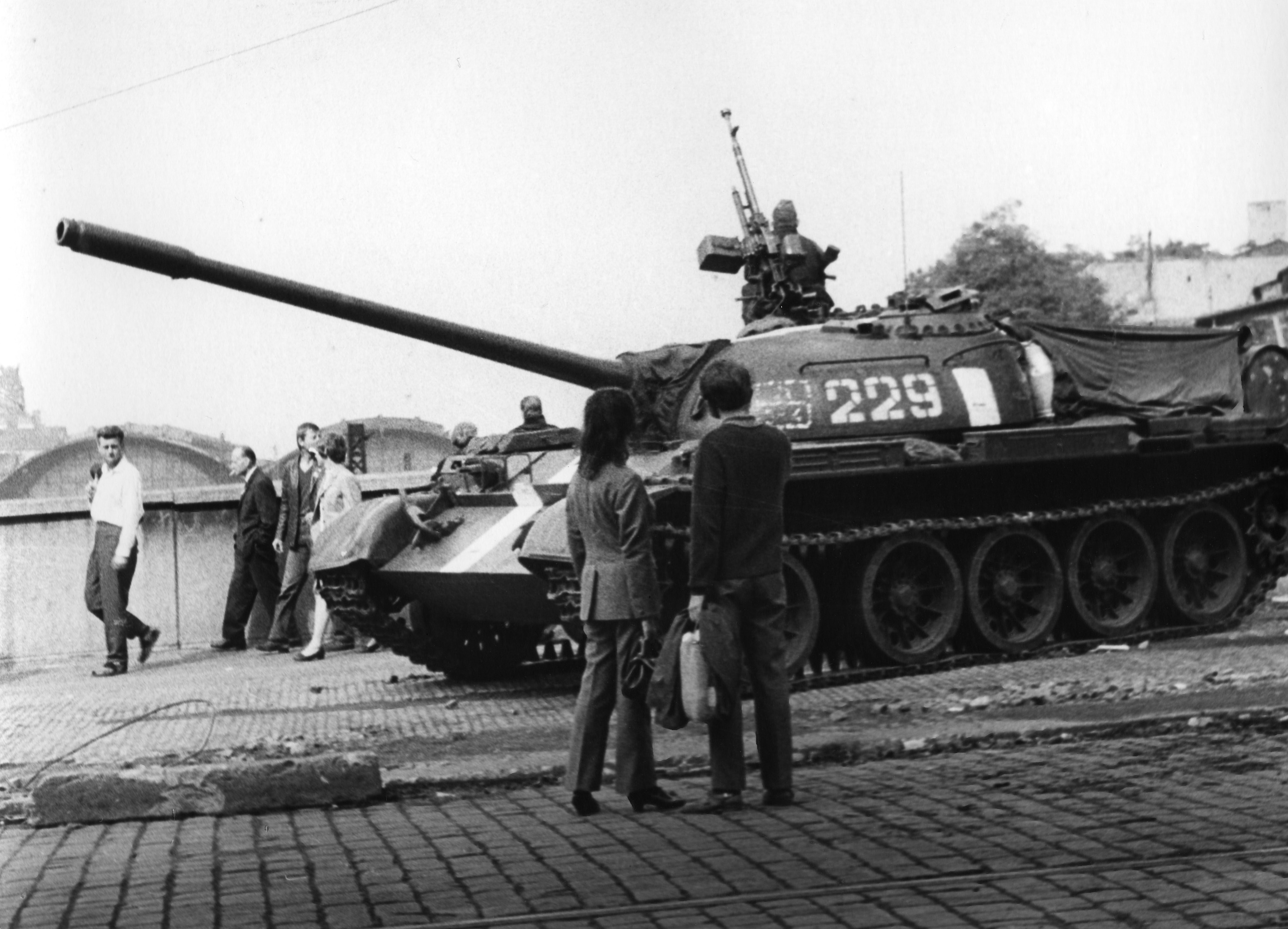
Полосы опознавания на БМ Т-55, во время операции «Дунай», 1968 год.

Прикарпа́тский фронт — общевойсковое оперативное формирование (объединение) Вооружённых Сил СССР, один из фронтов войск Варшавского договора во время операции «Дунай».
Образован 17 августа и упразднён 17 октября 1968 года. Сформирован на основе управления и войск Прикарпатского военного округа (ПрикВО) и нескольких польских дивизий.
Ставка фронта располагалась в городе Львов (СССР).

## История фронта
Был сформирован на основе управления и войск Прикарпатского военного округа. В состав фронта были включены управление и 4 армии: 13-я и 38-я, 8-я гвардейская танковая и 57-я воздушная. Некоторые соединения 8-й и 13-й армий была передислоцирована в Польшу, где в их состав вошло несколько польских дивизий.
Формирования фронта действовали в Словакии (кроме района Нитра-Братислава) и Восточной Чехии (район Оломоуц — Брно). Сигнал «Влтава-666», обозначающий начало операции, поступил 20 августа в 22 часа 15 минут.
Командующим войсками фронта был назначен командующий Прикарпатским военным округом генерал-полковник В. З. Бисярин.

## Состав фронта
Указаны только формирования уровня бригады и выше
- управление
- 38-я армия (в/ч 78126) (командующий — генерал-лейтенант Майоров А. М.)
  - 17-я гвардейская мотострелковая дивизия (в/ч 11828) командир — генерал-майор Будаковский
  - 70-я гвардейская мотострелковая дивизия (в/ч 73847) командир — генерал-майор Баюра
  - 28-й армейский корпус 38 А (в/ч 13952) командир — генерал-майор Кривда Федот Федотович
    - 128-я гвардейская мотострелковая дивизия (в/ч 11326)
- 8-я танковая армия (в/ч пп 57949) (командующий — генерал-лейтенант Меримский В. А.)
  - 31-я танковая дивизия (в/ч 16695) (командир — генерал-майор т/в Юрков А. П.)
- 13-я армия (в/ч 04669)
  - 51-я гвардейская мотострелковая дивизия (в/ч 48331)
  - 161-я мотострелковая дивизия (в/ч 73846)
- 14-я гвардейская общевойсковая армия (в/ч 13962)
  - 48-я мотострелковая дивизия (в/ч 02586) (командир — генерал-майор Гуськов А. И.)
- 55-я артиллерийская дивизия (в/ч 07861)
  - 371-я реактивно-артиллерийская бригада (в/ч 34526) 55 ад
- 28-я армия (в/ч 04110)
  - 15-я гвардейская танковая дивизия (в/ч 43115) (командир — генерал-майор Зайцев А. А.)
  - 30-я гвардейская мотострелковая дивизия (в/ч 61381) (командир — генерал-майор Малофеев)
- 254-я мотострелковая дивизия (в/ч пп 37795) (передана в состав 38 А из р-на Брно 21.08.68г.) (командир — генерал-майор Борисенко)
- 8-я мотострелковая дивизия (передана в состав 38 А 21.08.68г.)
- 12 мсп 2 мсд (передан в состав 38 А 21.08.68г.)
- 57-я воздушная армия (в/ч 18466) (командующий — генерал-лейтенант авиации Ефимов А. Н.)
  - 131-я истребительная авиационная дивизия (в/ч 55022)
- 24-я мотострелковая дивизия (в/ч 82715) (командир — генерал-майор Яшкин Г. П.)
- 66-я гвардейская учебная мотострелковая дивизия (в/ч 39287)
- 185-я гвардейская ракетная бригада оперативно-тактических ракет (в/ч 52993) (командир — полковник Волков)
- 5-я зенитно-ракетная бригада (в/ч 55581) (командир — полковник Шестаков)